# 12. Panzer-Division
12. Panzer-Division var en pansardivision i den tyska armén under andra världskriget.
Divisionen bildades vid Stettin i oktober 1940 ur 2. Infanterie-Division (mot).
Den deltog i Operation Barbarossa  och deltog i striderna till att börja med i den centrala sektorn. Senare överfördes den till den norra sektorn och flyttades för återupprustning i januari 1942 till Estland och återvände inom kort till den norra sektorn.
I november 1942 överfördes divisionen till den centrala sektorn innan den i februari 1944 åter flyttades norrut. Den tog så småningom del i reträtten till Kurland där den i maj 1945 kapitulerade till trupper ur Röda armén.

## Befälhavare[1]
- Generalmajor Josef Harpe   (5 okt 1940 - 15 jan 1942)
- Generalleutnant Walter Wessel   (15 jan 1942 - 1 mars 1943)
- Generalmajor Erpo von Bodenhausen   (1 mars 1943 - 28 maj 1944)
- Generalmajor Gerhard Müller   (28 maj 1944 - 16 juli 1944)
- Generalleutnant Erpo von Bodenhausen   (16 juli 1944 - 12 april 1945)
- Oberst von Usedom   (12 april 1945 - 8 maj 1945)

## Organisation (sommaren 1943)
- Divisionsstab
- 29. Panzer Regiment
- 5. Panzergrenadier Regiment
- 25. Panzergrenadier Regiment
- 12. spaningsbataljonen
- 2. pansarjägarbataljonen
- 303. armèluftvärnsbataljonen
- 2. Panzer Artillerie Regiment
- 2. pansarsignalbataljonen
- 32. pansarpionjärbataljonen
- tyg- och trängförband